# Jefes secretos (ocultismo)
En varios movimientos ocultistas, se dice que los Jefes Secretos o Líderes secretos son autoridades cósmicas trascendentes; una jerarquía espiritual superior, responsable del funcionamiento y calibre moral del cosmos, o de supervisar las operaciones de una organización esotérica que se manifiesta exteriormente en forma de una orden mágica o logia. Los nombres y descripciones de estos Jefes Secretos varían,  diferenciándose entre quienes afirman haber tenido contacto con ellos. Se cree que existen en planos superiores del ser o que están encarnados y se encontraría reunidos en algún lugar como Shambhala, o dispersos por el mundo trabajando de forma anónima.

## Historia
Karl von Eckartshausen, cuya obra La nube sobre el santuario, publicada en 1795, explica con cierto detalle su carácter y motivaciones es una fuente temprana e influyente sobre estas entidades. Varios ocultistas de los siglos XIX y XX afirmaron haber contactado con estos Jefes Secretos difundiendo estas comunicaciones a otros: Aleister Crowley (quien usó el término, Astrum Argentum A∴A∴ para referirse a los miembros de los tres grados superiores de su orden), Dion Fortune (quien los llamó la "Orden Esotérica") y Max Heindel (quien los llamó los "Hermanos Mayores").

### Golden Dawn
La Orden Hermética de la Aurora Dorada (en inglés: Golden Dawn) fue fundada por personas que afirmaban estar en comunicación con los Jefes Secretos; uno de estos Jefes Secretos contactados era Anna Sprengel, cuyo nombre y dirección fueron supuestamente decodificados de los Manuscritos Cifrados por William Wynn Westcott .
En 1892, S. MacGregor Mathers, otro fundador de la Autora Dorada, afirmó que había contactado con otros Jefes Secretos además de Sprengel, y que esto confirmaba su posición como jefe de la Orden del Amanecer Dorado; declaración que realizó en un manifiesto cuatro años después, afirmando que eran humanos y vivían en la Tierra y poseían terribles poderes sobrehumanos. 

Usó este estatus para fundar la Segunda Orden dentro de la Aurora Dorada, y para introducir el ritual del Adeptus Minor.

### Aleister Crowley
Mientras estaba en Argelia en 1909, Aleister Crowley, junto con Victor Neuburg, recitó numerosos Llamados Enoquianos o Aires. Después del decimoquinto Aire, declaró que había alcanzado el grado de Magister Templi (Maestro del Templo), lo que significaba que ahora estaba al nivel de estos Jefes Secretos, aunque esta declaración provocó que muchos ocultistas dejaran de tomarlo en serio.   También describió este logro como un paso posible y, de hecho, necesario para todos los que verdaderamente siguieron su camino. [lower-alpha 1]